# Auguste Doutrepont

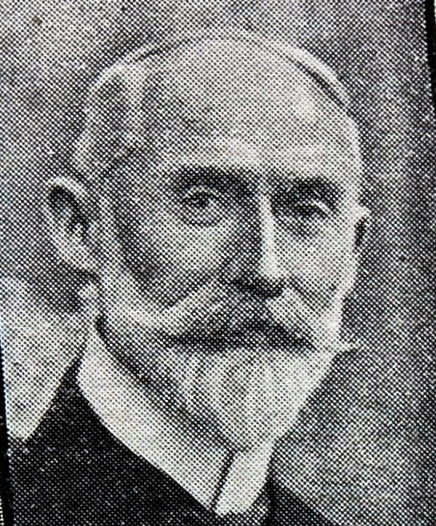
Auguste Doutrepont

Auguste Doutrepont (* 6. Dezember 1865 in Herve; † 22. März 1929 in Lüttich) war ein belgischer Romanist und Wallonist.

## Leben und Werk
Auguste Doutrepont (nicht zu verwechseln mit seinem jüngeren Bruder Georges Doutrepont) studierte in Lüttich bei Maurice Wilmotte und nach der Agrégation (1888) in Florenz bei Pio Rajna und Matteo Giulio Bartoli (1873–1946), in Paris bei Gaston Paris und Jules Gilliéron, sowie an der Universität Halle bei Hermann Suchier. Von 1891 bis zu seinem Tod war er an der Universität Lüttich Professor für Romanische Philologie (Nachfolger: Maurice Delbouille). Mit Jean Haust arbeitete er am Projekt eines Dictionnaire général de la langue wallonne, das sich als undurchführbar erwies. Ab ihrer Gründung 1920 gehörte er der Académie royale de langue et de littérature françaises de Belgique an.

## Veröffentlichungen (Auswahl)
- als Herausgeber: La Clef d’amors. Texte critique (= Bibliotheca Normannica. 5). Avec introduction, appendice et glossaire. Niemeyer, Halle (Saale) 1890, (Nachdruck. Slatkine u. a., Genf u. a. 1975).
- als Übersetzer mit Georges Doutrepont: Wilhelm Meyer-Lübke: Grammaire des langues romanes. Bände 2–4.  Welter, Paris u. a. 1895–1906, (Nachdruck. Slatkine u. a., Genf u. a. 1974).
- als Herausgeber: Les Noëls wallons (= Bibliothèque de philologie et de littérature wallonne. 1, ISSN 1782-4400) Société liegeoise de littérature wallonne, Lüttich 1909, (Nouvelle édition enrichie de nombreux textes inédits, établie à l’aide des notes d’Auguste Doutrepont par Maurice Delbouille. (= Bibliothèque de philologie et de littérature wallonne. 12). Droz u. a., Paris u. a. 1938).